# 실린더 블록

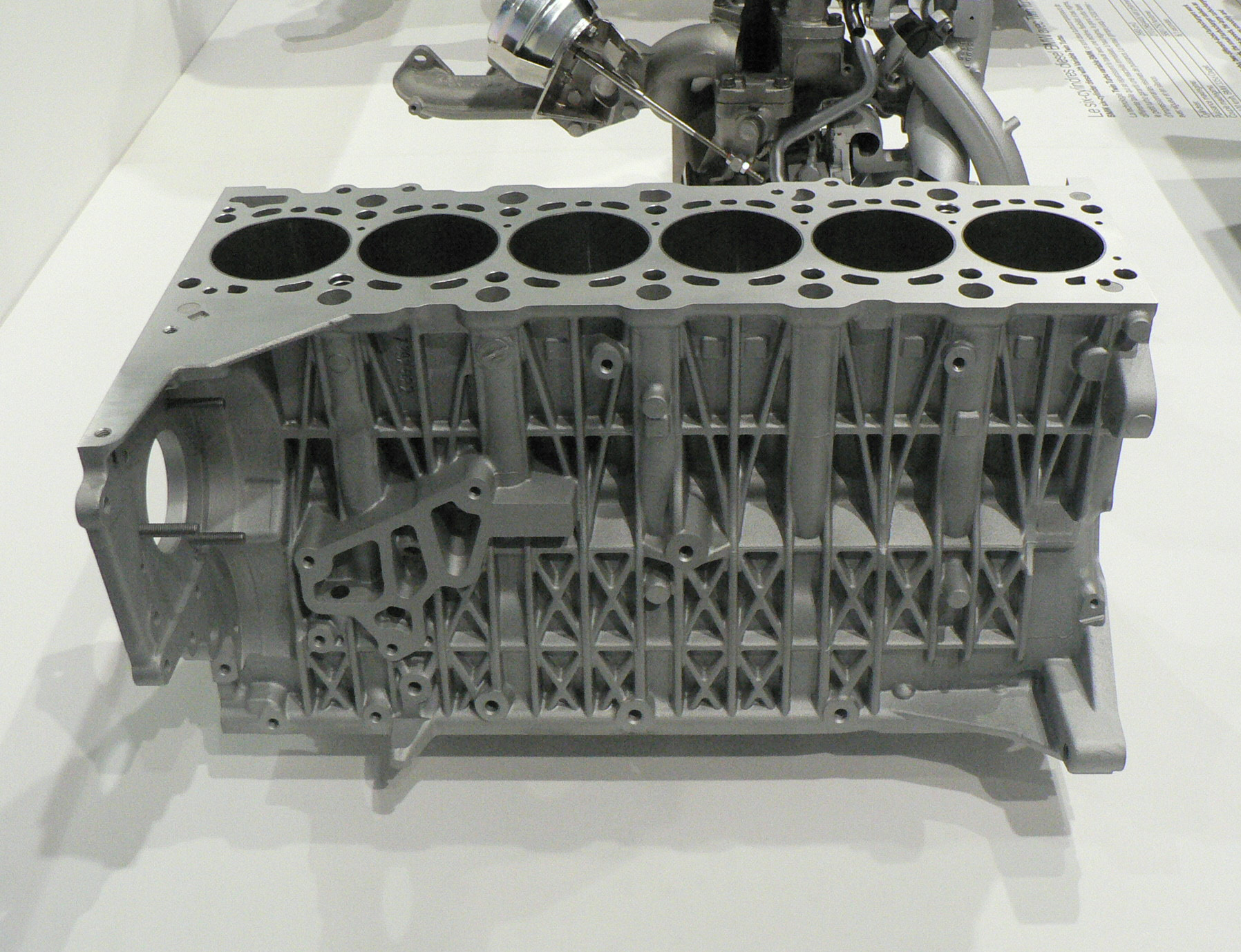

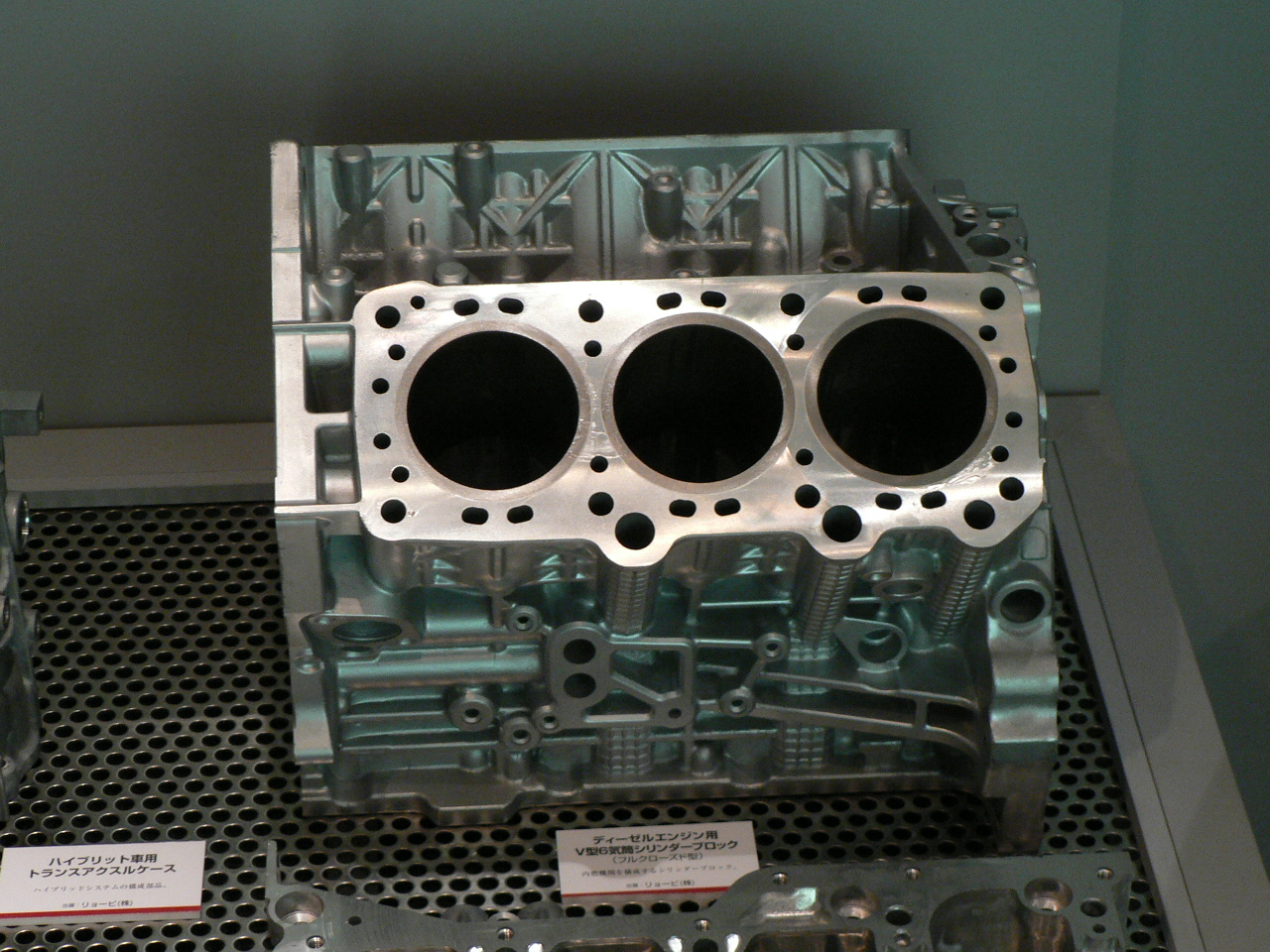

실린더 블록은 종종 일부 또는 관련 주변 구조 (냉매 통로, 흡기 통로와 배기 포트, 크랭크케이스)의 모든 왕복 운동 엔진 실린더의 집합적 구조를 포함한다. 엔진 블록용어는 종종 유의어 실린더 블록으로 사용된다. 이들은 일반적으로 (공작 기계 또는 제조 기계 다른 부분의)좌표 시스템을 하나의 시스템으로 하나의 설정에서 여러 요소에 대해 하나의 분리된 부분에 여러개의 기계 요소를 통합하고, 결정하고 (예:주조로, 각인 및 가공)포함한다.

## 같이 보기
- 실린더 헤드